# Будье-Баккер, Ина
Ина Будье-Баккер (нидерл. Klaziena ("Ina") Boudier-Bakker; 15 апреля 1875 — 20 декабря 1966) — нидерландская писательница, прозаик и драматург. 
Наибольшую известность принес роман «Стук в дверь» (1930), который рисует картину духовного обнищания нидерландской буржуазии.

## Биография
Родилась в 1875 году в Амстердаме. В 27 лет вышла замуж за Генри Будье, который работал в телефонной компании. Из-за особенностей работы супруга семья часто переезжала — они жили в Утрехте, Вианене, Эрденхауте и Гронингене. Работала учителем в школе. В 1929 году они вновь вернулись в Утрехт и в нем обосновались.
В 1902 году Ина написала свой первый сборник рассказов «Силы», однако первую известность она приобрела после выхода в свет романа «Бедность», который был написан между 1907 и 1909 годами. В 1930 году в Утрехте был написан роман «Стук в дверь» ставший главным произведением автора. В 1970 году роман был экранизирован. Во время второй мировой войны писала стихи, с которыми потом выступала по всей стране. После окончания войны значительное влияние на жизнь писательницы оказала болезнь как ее, так и супруга, который умер в 1952 году. В 1957 году вышел роман «Финал», который очень хорошо был встречен критиками, в 1963 году писательница получила премию Tollensprijs как лучшая писательница Нидерландов.